# 觀光阿伊努

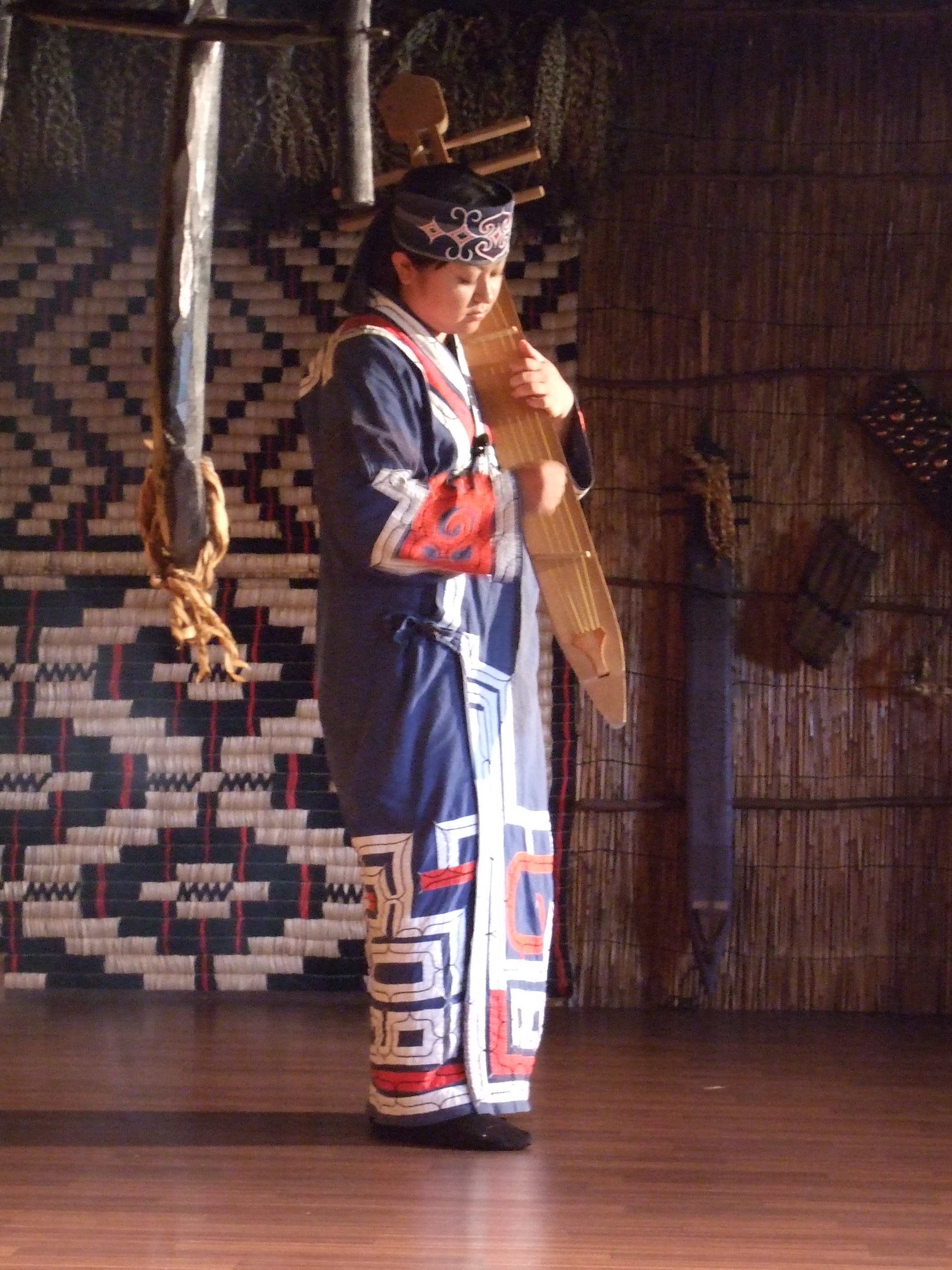
一张传统阿伊努乐器演奏

觀光阿伊努，是把表現日本阿伊努人傳統生活方式當作旅遊的項目。
這種做法被很多人批評，一些阿伊努人投訢這些不是真正阿伊努文化。但是其他阿伊努人卻很高興能夠通過生產銷售傳統工藝品和表演舞蹈謀生。